# Макарова Олена Олексіївна
Олена Олексіївна Макарова (нар. 1 лютого 1973 року, Москва, СРСР) — радянська і російська тенісистка і тенісний тренер, майстер спорту міжнародного класу (1996).
- Чемпіонка СРСР 1990 роки (зимова) і дворазова чемпіонка Росії в одиночному розряді
- Переможниця одного турніру WTA в парному розряді
- Фіналістка Кубка Федерації (1999) у складі національної збірної Росії

## Спортивна кар'єра
Олена Макарова почала грати в теніс з семи років, її першим тренером став Дмитро Дегтярьов, також тренувалася у В. М. Янчука . У 1987 і 1989 роках Олена виграла Меморіал Борисової в Сочі, а в складі радянської збірної дівчат 1989 року пробилася до фіналу Кубка Гельвеція - міжнародного командного турніру серед дівчат у віці до 16 років. У 1990 році вона стала чемпіонкою Москви серед дорослих, переможницею зимового чемпіонату СРСР серед дорослих і фіналісткою його літнього аналога . У 1991 році Макарова стала фіналісткою Вімблдонського турніру в одиночному розряді серед дівчат, програвши німкені Барбарі Ріттнер, і півфіналісткою в парах. З цього ж року вона почала професійну кар'єру, до кінця сезону виграв два турніри ITF в одиночному розряді в Болгарії та Угорщини.
У 1992 році відбувся дебют Макарової в збірній Росії, вперше брала участь в розіграші Кубка Федерації. Вона принесла російській команді перемогу в матчі з фінами, вигравши обидві своїх зустрічі, але в наступному матчі із збірною Франції зазнала поразки як в одиночній грі з Марі П'єрс, так і в парній - з Наталі Тозья і Ізабель Демонжо. На індивідуальному рівні вона завоювала по три титули ITF в одиночному і парному розрядах. У 1993 році Макарова виграла зимовий чемпіонат Росії в одиночному розряді .
1994 і 1995 роки виявилися для Макарової особливо вдалими. У 1994 році вона вийшла до третього кола Відкритого чемпіонату Австралії, а навесні на великому турнірі в Берліні завдала поразки другій ракетці світу Аранча Санчес-Вікаріо. У вересні Олена завоювала на Відкритому чемпіонаті Москви свій єдиний титул в турнірах WTA, перемігши в парі з Євгенією Манюковою спочатку другу посіяну пару Сабін Аппельманс - Сільвія Фаріна, а в фіналі і першу ( Кароліна Віс - Лаура Голарса )  . Рік по тому Макарова виграла свій другий зимовий чемпіонат Росії, а на Відкритому чемпіонаті Москви дійшла до фіналу в одиночному розряді, перемігши по ходу Аппельманс - на той момент 28-ю ракетку світу, посіяну на турнірі під третім номером. У парному розряді її кращим результатом став вихід з Манюковою в чвертьфінал Відкритого чемпіонату Франції. За підсумками 1994 і 1995 років Макарова двічі удостоювалася «Русского кубка» - національної тенісної премії Росії - як «тенісистка року» .
1996 рік став третім поспіль в кар'єрі Макарової, завершеним в числі ста кращих тенісисток світу як в одиночному, так і в парному розряді , а його вищим досягненням був другий за кар'єру чвертьфінал турніру Великого шолома - на цей раз на Відкритому чемпіонаті Австралії, і знову в парі з Манюковою, з якої вони в першому ж колі обіграли посіяних десятими Джилл Хетерінгтон і Крістін Кансі, програвши потім другий парі турніру Лариса Нейланд - Мередіт Макграт . У 1996 році Олена Макарова отримала звання майстра спорту міжнародного класу .
Свій другий фінал на турнірах WTA в одиночному розряді Макарова зіграла в 1997 році в Палермо, перемігши трьох посіяних суперниць, в тому числі першу ракетку турніру Барбару Паулюс, перш ніж поступитися посіяній під другим номером Сандрін Тестю. Після цього її успіхи в індивідуальних турнірах пішли на спад, але вона все ще залишалася найціннішим гравцем збірної. У 1997 році Макарова допомогла збірній Росії вперше з 1992 року пробитися в II Світову групу, принісши їй два очки в перехідному матчі з командою Південної Кореї. Рік по тому вона була покликана під прапори російської команди в матчі плей-офф I Світової групи і знову здобула дві перемоги - тепер в іграх з німкенями. У 1999 році Макарова дійшла зі збірною Росії до фіналу I Світової групи, принісши в парі з Оленою Ліховцевою переможне очко своїй команді в чвертьфінальному матчі зі збірною Франції . Доля подальших матчів - переможного півфіналу проти Словаччини і програного фіналу проти команди США - вирішувалася достроково, і п'ята гра за участю Макарової обидва рази грала вже тільки для протоколу. За підсумками року Макарова отримала свій третій «Русский кубок» - тепер в номінації «Команда року»  . Цей сезон став для неї останнім в ігровій кар'єрі, і після фіналу Кубка Федерації вона зіграла лише два матчі на Кубку Кремля в парі з Ліною Красноруцькою.
Після закінчення виступів Олена - випускниця ДЦОЛІФК - почала тренерську кар'єру. Макарова працювала як тренер з російської юніорської (до 14 років) збірної, яку привела до золотих медалей зимового і літнього чемпіонатів Європи 2011 року, отримавши за це досягнення свій четвертий «Русский кубок» (і другий в номінації «Команда року») , а також в спортивному клубі «Пироговський» (Митищі) .
Стиль гри
За словами колишнього тренера Макарової Дмитра Дегтярьова, вона була дуже впевненою на корті і вважала за краще грати в атакуючій манері, постійно підтримуючи тиск на суперниць і ламаючи звичну для них схему гри. Найбільш дієвою зброєю в її арсеналі був удар відкритою ракеткою уздовж правого лінії.

## Рейтинг на кінець року
| Рік  | Одиночний рейтинг | Парний рейтинг |
| 1999 | 173               |                |
| 1998 | 109               | 190            |
| 1997 | 87                | 422            |
| 1996 | 60                | 66             |
| 1995 | 48                | 72             |
| 1994 | 50                | 52             |
| 1993 | 164               | 293            |
| 1992 | 177               | 213            |
| 1991 | 465               | 453            |

## Виступи на турнірах

### Фінали турнірівWTAв одиночному розряді (2)

#### Поразки (2)
| Легенда:                       |
| ------------------------------ |
| Турніри Великого шолому (0)    |
| Олімпіада (0)                  |
| Підсумковий чемпіонат року (0) |
| 1-я категорія (0)              |
| 2-я категорія (0)              |
| 3-я категорія (0+1)            |
| 4-я категорія (3)              |
| 5-я категорія (0)              |

| Титули за покриттям | Титули за місцем проведення матчів турніру |
| ------------------- | ------------------------------------------ |
| Хард (0)            | Зал (0+1)                                  |
| Ґрунт (0)           | Зал (0+1)                                  |
| Трава (0)           | Відкрите повітря (0)                       |
| Килим (0+1)         | Відкрите повітря (0)                       |

| №  | Дата            | Турнір          | Покриття | Суперниця в фіналі | Рахунок |
| 1. | 18 вересня 1995 | Москва, Росія   | Килим(i) | Магдалена Малеєва  | 4-6 2-6 |
| 2. | 14 липня 1997   | Палермо, Італія | Ґрунт    | Сандрін Тестю      | 5-7 3-6 |

### Фінали турнірівWTAв парному розряді (1)

#### Перемоги (1)
| №  | Дата            | Турнір        | Покриття | Партнерка        | Суперниці в фіналі         | Рахунок    |
| 1. | 19 вересня 1994 | Москва, Росія | Килим(i) | Євгенія Манюкова | Кароліна Віс Лаура Голарса | 7-6(3) 6-4 |

### Фінали командних турнірів (1)

#### Поразки (1)
| №  | Рік  | Турнір          | Команда                                  | Суперник в фіналі                    | Рахунок в фіналі |
| -- | ---- | --------------- | ---------------------------------------- | ------------------------------------ | ---------------- |
| 1. | 1999 | Кубок Федерації | О. Лиховцева, О. Дементьєва, О. Макарова | В. Вільямс, Л. Девенпорт, С. Вільямс | 1-4              |